# Willibrord van Os
Willibrord van Os (zm. 28 lutego 1825) – duchowny holenderski, arcybiskup Utrechtu Rzymskokatolickiego Kościoła Starobiskupiego Kleru w latach 1814–1825.